# Gestörtes Ständchen
Gestörtes Ständchen ist ein deutscher Kurz-Tonfilm von 1929 unter der Regie von Hans Steinhoff. Die Hauptrollen sind besetzt mit Erika Glässner, Wilhelm Bendow, Willy Schaeffers und Teddy Bill.

## Handlung
Ein junger Mann hat sich verliebt und will das dem Mädchen seines Herzens durch ein Ständchen vermitteln. Die Töne, die er dabei herausbringt, sind jedoch so unmelodisch, dass die Gäste, die sich ebenfalls in der Schankstube aufhalten, sich vor Lachen kaum halten können und, was für den unglücklichen Bläser noch schlimmer ist, ihn sogar auslachen.

## Produktionsnotizen
Es handelt sich um eine Produktion der Tobis-Industrie GmbH. Die Produktionsleitung oblag Guido Bagier, einem Pionier bei der Entwicklung des Tonfilms in Deutschland. Bei einer Länge von 147 m kamen 5 Minuten Spielzeit heraus. Am 14. Mai 1929 erklärte die Zensur den Film unter der Prüfnummer B.22437 für „jugendfrei“.